# Atenione (generale)
Atenione (fl. I secolo), è stato un generale della regina Cleopatra incaricato del comando delle forze egizie in Celesiria attorno al 30 a.C..

## Vita
Atenione ci è noto solo attraverso il resoconto che ne fece Flavio Giuseppe nelle Antichità giudaiche e attraverso gli accenni fatti nella Guerra giudaica.
Quando nel 32 a.C. iniziarono i preparativi per lo scontro finale tra Antonio e Ottaviano, Erode, alleato di Antonio, si offrì di partecipare alla guerra con un proprio esercito; Antonio rifiutò tuttavia l'offerta e ordinò a Erode di muovere guerra al sovrano nabateo Malco I, anch'egli formalmente dalla parte di Antonio e Cleopatra, ma sospettato di slealtà dal triumviro. Erode invase allora il territorio di Malco e lo sconfisse una prima volta a Diospoli di Palestina (nei pressi dell'attuale Lod). Malco radunò un grande esercito nei pressi di Canatha in Celesiria ed Erode, informato dei preparativi, intervenne a sua volta. I militari ebrei, consapevoli della propria superiorità militare, costrinsero Erode ad attaccare immediatamente; il nuovo scontro fu dapprima favorevole agli ebrei i quali misero in fuga i nabatei. Intervenne a questo punto Atenione:
(Flavio Giuseppe, Antichità giudaiche, trad. di Luigi Moraldi, UTET, Torino, XV, 116-117)
Non si sa nient'altro su Atenione. Lo storiografo tedesco Christoph Schäfer ha messo in dubbio la veridicità del racconto di Flavio Giuseppe; lo storiografo britannico Michael Grant lo ritiene invece sostanzialmente attendibile.